# Football à Mayotte

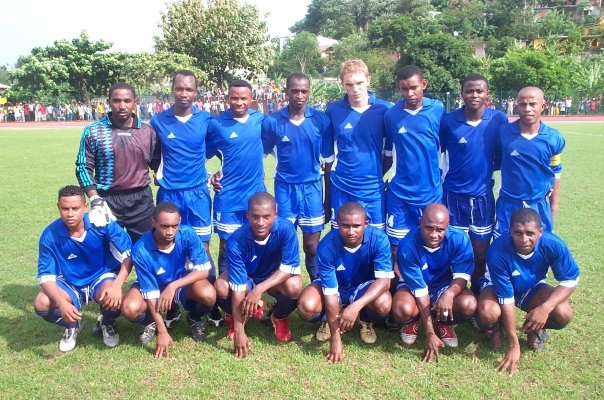
L'équipe du Pamandzi SC avant la finale de la Coupe de Mayotte 2005 au stade de Cavani à Mamoudzou.

À Mayotte (département d'outre-mer français du sud-ouest de l'océan Indien), le football reste le sport le plus populaire avec plus de 9 230 licenciés pour une population d'environ 212 000 habitants. Il reste le sport de prédilection des jeunes, bien que le plus haut niveau de compétition soit équivalent à celle d'une division d'honneur en métropole (DH). Très peu de Mahorais ont tenté leur chance en métropole et seul Toifilou Maoulida a réussi à jouer au plus haut niveau.

## Compétitions
Les championnats existant à Mayotte sont :
- Championnat de Mayotte de football (Régional 1), depuis 1990
- D2 Mahoraise
- Championnat de Promotion de Ligue Poule A, Poule B et Poule C (D3 Mahoraise)

Les Coupes existantes à Mayotte sont :
- Coupe de Mayotte de football
- Coupe Régionale de France

## Sélection mahoraise
L'équipe de Mayotte de football représente Mayotte dans le football international. 
Mayotte n'est membre ni de la FIFA ni de la CAF : elle ne peut donc participer ni la Coupe du monde, ni à la Coupe d'Afrique des nations.
En 2007, l'équipe a participé pour la première fois aux Jeux des îles de l'océan Indien, terminant en troisième position après avoir perdu contre Madagascar en demi-finale et battu Maurice aux tirs au but lors du match pour la troisième place.

## L'équipe de France
Aucun mahorais à ce jour n'a été sélectionné avec la France.

## Les stades
Les stades de Mayotte sont très modestes mais jouables pour les rencontres de football :
- stade de Cavani, principal élément du complexe de Kawani ;
- stade du Baobab ;
- stade de Passamaïnty ;
- stade de Sada ;
- stade de Ouangani ;
- stade de Bandrani.